# Tschek
Tschek (kirgisisch Чек) ist ein Dorf in Kirgisistan mit – Stand 2021 – 5059 Einwohnern.

## Geographie
Das Dorf liegt im Rajon Batken des Oblus Batken. Es ist der Landgemeinde Daryja untergeordnet. Es liegt 5 Kilometer von Batken entfernt.

## Bevölkerung
| Jahr | Einwohner |
| ---- | --------- |
| 2002 | 2882      |
| 2009 | 5059      |
| 2021 | 5059      |